# Rahim Ademi
Rahim Ademi (Karač, 30 gennaio 1954) è un generale croato di etnìa albanese.

## Biografia
Rahim Ademi nacque nel villaggio jugoslavo di Karač, nell'allora PSA del Kosovo.
Nel 1976 ottiene la laurea all'accademia militare jugoslava di Belgrado e viene assegnato alla stazione di Rogoznica vicino a Sebenico in Croazia dove si sposa e ha due figli.
Nel 1986 la Corte Militare di Sarajevo lo condanna per azioni controrivoluzionarie e irredentismo albanese, ma dopo un anno e mezzo di prigione la Corte Suprema Militare accoglie il suo appello e lo assolve. Gli anni successivi li trascorre servendo da ufficiale a Sinj. Nel 1991 entra a far parte del MUP (ministero degli interni croato) e si arruola nell'esercito croato.
Tra il 1992 e il 1993 ha comandato le forze croate nell'area di Sinj. Nel 1993 divenne vicecomandante del distretto militare di Gospić e fu uno dei principali comandanti durante l'Operazione Medak Pocket. La partecipazione a questa operazione militare costerà successivamente ad Ademi diverse accuse da parte del Tribunale penale internazionale per l'ex-Jugoslavia.
Successivamente Ademi divenne vicecomandante del distretto militare di Spalato e venne promosso a brigadier generale per i suoi successi nell'Operazione Tempesta del 1995. L'anno dopo diviene il Comandante del Distretto Militare di Tenin. Nel 1999 gli venne assegnato il posto di Assistente al Capo Ispettore delle Forze Armate.

### Accusa per crimini durante la guerra
Nel 2001 Rahim Ademi venne accusato dal Tribunale penale internazionale per l'ex-Jugoslavia per crimini contro l'umanità e di violazioni delle leggi e dei costumi di guerra perpetrati durante l'Operazione Medak Pocket contro civili e soldati serbi. Le sue responsabilità erano sia dirette che indirette, ossia tali crimini erano stati compiuti secondo l'accusa sia da lui che da uomini sotto il suo comando.
I reati dell'accusa erano:
- Omicidio (crimine contro l'umanità e crimine di guerra)
- Persecuzione su basi politiche, religiose e razziali (crimine contro l'umanità)
- Saccheggio (crimine di guerra)
- Distruzione immotivata di città e villaggi (crimine di guerra)

Tra le "persecuzioni" possono essere citati gli atti di violenza compiuti contro i civili serbi e i soldati feriti: tiro al bersaglio, accoltellamento, taglio delle dita, dure percosse, bruciature con sigarette, saltare sui corpi, legare i corpi alle auto e trascinarli lungo la strada, mutilazioni e altre forme di maltrattamenti.

### Il processo
Rahin Ademi decise di consegnarsi spontaneamente alle autorità del tribunale e volò all'Aia il 25 luglio 2001, quando per la prima volte apparve davanti alla corte si proclamò innocente da tutte le accuse.
Il 30 luglio del 2002 il casi di Ademi venne unito a quello relativo Mirko Norac.
Il 1º novembre 2005 il caso di Ademi e Norac venne trasferito alla corte croata. La proposta di tale trasferimento era stata inoltrata del Procuratore Capo il 2 settembre 2005 e approvata dal tribunale il 14 settembre 2005. La missione OCSE ha notato che nel periodo che va dai mesi settembre a ottobre 26 testimoni dell'accusa, di cui 10 "a rischio" non hanno testimoniato. Di questi testimoni la stragrande maggioranza risiede o si ritiene che viva in Serbia.
Il processo contro Ademi e Norac iniziò davanti alla Corte di Zagabria il 18 giugno 2007 e si concluse il 30 maggio 2008 con l'assoluzione da tutte le accuse per Rahim Ademi e la condanna a sette anni per Mirko Norac.